# L'ora finale
L'ora finale (The Final Hour) è un romanzo di Taylor Caldwell, il terzo di una trilogia con La dinastia dell'oro e Le aquile si radunano. Il libro è stato pubblicato negli Stati Uniti nel 1944. 

## Storia editoriale
The Final Hour è stato tradotto in olandese, danese, norvegese, ungherese, spagnolo; in italiano la pubblicazione è avvenuta nel 1949, nella traduzione di Grazia Brambilla Pisoni.

## Ambientazione
Come i volumi precedenti, L'ora finale si svolge in vari luoghi degli Stati Uniti, prevalentemente in Pennsylvania, nella città di Windsor. L'arco cronologico va dalla primavera del 1939 al dicembre 1941, al momento dell'Attacco di Pearl Harbor.

## Trama
Nella primavera del 1939, Celeste e Peter Bouchard ritornano dall'Europa, dopo 14 anni di assenza dagli Stati Uniti. Peter ha raccolto testimonianze preziose che intende affidare a un libro: si tratta dei rapporti molto equivoci, volti a sostenere i regimi fascisti europei, in particolar modo il Nazismo. Provenendo da una potentissima famiglia di produttori di armi, Peter sa di dover affrontare tutti i suoi congiunti, coinvolti nell'intricata situazione assieme a molte altre personalità che occupano ruoli chiave in politica ed economia.
La coppia non ha avuto figli a causa della deteriorata salute di Peter, e al suo arrivo in America i due constatano che anche i loro congiunti Henri e Annette, nonché Cristopher ed Edith, sposatisi nello stesso anno (1925) non hanno prole. Così Henri Bouchard, capo indiscusso della ramificata famiglia non ha eredi dalla fragile Annette e le è stato quasi continuamente infedele. Perciò l'arrivo di Peter e Celeste è molto temuto dai Bouchard, sia per il libro esplosivo ventilato da Peter, sia perché nessuno ha dimenticato che Henri avrebbe desiderato Celeste e ha sposato Annette solo per interesse.
Ma all'insaputa di tutti, Henri decide di appoggiare Peter nella sua impresa, fornendogli ulteriori notizie molto scottanti. Così il malato si tuffa in un super lavoro ed Henri ha campo libero per sedurre Celeste. Non le fa alcuna promessa e lei sa che, di fronte a questioni di interesse e potere, Henri non esiterebbe a lasciarla al suo destino. Infatti Armand, per quanto diabetico e male in arnese, è ancora il direttore della "Bouchard & Figli" e, avendo un figlio suo (Antoine), può influire sul futuro di Henri, se questi divorziasse da Annette.
Nel febbraio 1940, Peter muore stremato, ma il suo libro è completato e viene dato alle stampe. Il successo è trionfale, però i Bouchard comprendono che qualcuno li ha traditi dall'interno. Il pericolo non impedisce loro di continuare in affari loschi, nonostante da tempo Henri abbia assunto una linea patriottica: smettere di sostenere imparzialmente paesi in guerra e prestare l'appoggio al proprio Paese, qualora non sia possibile evitare il conflitto. Henri è certo che gli Stati Uniti dovranno prima o poi entrare in guerra, ma la gran parte della famiglia è di opinione contraria. I Bouchard hanno continuato a considerarsi francesi e i ripetuti matrimoni al loro interno hanno consolidato questa mentalità. Henri invece è francese solo in piccola parte, a dispetto del suo nome, e in lui prevale la componente anglosassone perché discendente dei quasi dimenticati Barbour e Sessions.
Nel settembre del 1940, Celeste mette al mondo un piccino, figlio della sua relazione con Henri. La donna non ha certezze di sorta, ma la famiglia all'unanimità consente a fingere che il bimbo sia figlio postumo di Peter, a tal punto temono Henri in privato e lo scandalo in pubblico. Ad aggravare la situazione, muore anche Armand, lasciando l'obbligo di non aprire il suo testamento per un anno, a meno che il Paese non entri in guerra. Ciò fa pensare che le volontà del defunto possano essere a vantaggio del figlio, Antoine, che non manca di qualità, ma nel complesso ama di più i giochi affaristici che non il potere sull'azienda di famiglia.
Poco dopo arriva dall'Inghilterra un parente: Godfrey Barbour e accetta l'ospitalità di Celeste che aveva frequentato in passato. L'uomo è privo di una gamba perché ha combattuto nell'aviazione britannica e si è esposto ai pericoli in nome delle sue idee: egli odia i tedeschi, nemici della sua patria. Ancora una volta è Henri a comprendere l'importanza di questo incontro, come a dire che la vita passata dei Bouchard è giunta a una resa dei conti e che i popoli non sono balocchi nelle mani dei capitalisti produttori di armi. Ma si profila un amore tra Godfrey e Celeste (che però non avrà seguito) e Henri agisce in modo da allontanare il "rivale", offrendogli i mezzi per produrre film a Hollywood.
E giunge l'ora dell'Attacco di Pearl Harbor e dell'entrata in guerra degli Stati Uniti. Allora Henri (che ha divorziato da Annette e non è stato danneggiato dal testamento di Armand, ma confermato nel suo ruolo) riunisce tutti i membri della famiglia e impone loro la sua linea patriottica: offrire al Paese, durante e dopo il conflitto, tutta la collaborazione di cui ha bisogno. Egli non esita a ricordare agli altri che sa tutto delle loro azioni e non esiterebbe a denunciarli e abbandonarli al loro destino, se sgarrassero dalla nuova linea della "Bouchard & Figli". Il primo a seguirlo è proprio Antoine, abbastanza duttile da capire che il futuro deve essere radicalmente diverso dal passato. E con ciò ha fine la famiglia quasi apolide dei Bouchard e sotto il nome francese proseguirà una stirpe di mentalità britannica e americana.

## Personaggi
- Henri Bouchard e Annette Bouchard - coniugi senza figli;
- Cristopher Bouchard e Edith Bouchard - coniugi senza figli;
- CelesteBouchard e Peter Bouchard - coniugi senza figli;
- Armand Bouchard - fratello maggiore di Cristopher e Celeste, padre di Annette;
- Antoine Bouchard - figlio di Armand e fratello di Annette;
- Godfrey Barbour - mutilato di guerra, parente inglese di tutti i Bouchard;
- Jay Regan - esponente dell'alta finanza;
- Membri della famiglia Bouchard - Francis, Jean, Hugo, Rosemarie, Phyllis, Nicholas, Robert, Emile, Alexander, Alexa, Agnes;
- Land Bouchard - figlio di Celeste, nato nel settembre 1940.

## Edizioni in italiano
- T. Caldwell, L'ora finale, traduzione diretta dal testo originale americano di Grazia Brambilla Pisoni, Ed. Baldini e Castoldi, Milano 1949